# Thrice
Thrice — американський рок-гурт з Ірвайна, штат Каліфорнія, створений у 1998 році. Гурт заснували гітарист/вокаліст Дастін Кенсру та соло-гітарист Теппеі Тераніші під час навчання в середній школі.
На початку кар’єри гурт був відомий мелодійною гардкор-панк музикою, яка базувалася на сильно спотворених гітарах, помітних гітарних соло-партіях і частих змінах складних тактових розмірів. Прикладом цього стилю є другий альбом The Illusion of Safety (2002) і третій альбом The Artist in the Ambulance (2003). Четвертий альбом Vheissu (2005) вніс значні зміни, включивши електронні ритми, клавішні та більш експериментальний звук. У 2007 і 2008 роках Thrice випустили The Alchemy Index, що складається з двох студійних альбомів, які разом складають цикл із чотирьох частин і 24 пісень. Кожен із чотирьох мініальбомів Alchemy Index із шести пісень має суттєво відмінні стилі, засновані на різних аспектах музичної естетики гурту, які відображають елементарні теми вогню, води, повітря та землі, як у ліричній, так і в музичній частині. Сьомий альбом гурту Beggars вийшов 11 серпня 2009 року, а восьмий альбом Major/Minor — 20 вересня 2011 року. Ці альбоми представляють вишукане поєднання різних експериментів і досліджень гурту. У 2011 році Thrice оголосили про останній тур і тривалу перерву.
Кенсру та Тераніші вирішили реформувати гурт в 2015 році після відвідування концерту гурту Brand New. У 2016 році Thrice випустили альбом To Be Everywhere Is to Be Nowhere. Десятий альбом гурту Palms вийшов у 2018 році. Одинадцятий студійний альбом Horizons/East вийшов у вересні 2021 року. Частина доходів від продажу кожного альбому, випущеного Thrice, передавалася новій благодійній організації.

## Історія

### First ImpressionsтаIdentity Crisis(1998–2001)
Дастін Кенсру та Теппеї Тераніші знали один одного зі школи та грали у гурті під назвою Chapter 11. Teппeї покликав свого друга зі скейт-парку Едді Брекенріджа грати на басу, який потім привів свого брата Райлі грати на барабанах. У 1998 році, перед першим виступом, вони зрозуміли, що їм потрібна назва. Через нестачу часу вони вирішили вибрати назву «Thrice» (укр. «тричі») з відчаю. Thrice спочатку був внутрішньою жартом між учасниками гурту, і вони збиралися використовувати його лише тимчасово для першого шоу. Thrice почали завойовувати шанувальників, і люди почали асоціювати їх з цією назвою, тому вони були змушені залишити її.
У 1999 році гурт самостійно випустив мініальбом First Impressions, який був результатом дводенної сесії в A-Room Studios з Браяном Точіліним. Було зроблено лише 1000 примірників, і учасники гурту продавали їх зі своїх машин. Працюючи з Полом Майнером із Death by Stereo, квартет записав дванадцять треків, і до квітня 2000 року гурт випустив Identity Crisis на Greenflag Records. Частину доходів від альбому передали місцевій благодійній організації Crittenton Services for Children and Families. Пізніше вони провели більше концертів  на підтримку та заради місцевого галасу, і Thrice викликав інтерес Луїса Позена з Hopeless / Sub City. У 2001 році Позен підписав контракт з гуртом, перевидав Identity Crisis і відправив гурт в тур із Samiam. За ним слідували тури з Midtown і Hot Rod Circuit.

### The Illusion of Safety(2002)
Thrice знову увійшли до студії з продюсером Брайаном Мактернаном, щоб записати дебютний альбом на лейблі Hopeless/Sub City, The Illusion of Safety. Альбом вийшов у лютому 2002 року. Гурт багато гастролював, щоб підтримати реліз, відкриваючи концерти Further Seems Forever і Face to Face перед тим, як відправитися в перший для себе хедлайнерський тур пізніше того ж року. Гурт знову пожертвував частину доходів від альбому, цього разу вибравши некомерційний притулок для молоді в південному центральному Лос-Анджелесі, A Place Called Home. Таку ж суму пожертвував їхній лейбл.
Альбом отримав загалом позитивні відгуки та привернув увагу кількох мейджор-лейблів. Гурт зрештою підписав контракт з Island Records, який погодився компенсувати благодійні пожертви Thrice так само, як це робив Hopeless/Sub City. Тієї осені гурт гастролював з Hot Water Music і Coheed and Cambria, перш ніж повернутися до студії.

### The Artist in the Ambulance(2003–2004)
Гурт знову увійшов до студії в березні та квітні 2003 року. 22 липня 2003 року гурт випустив свій дебютний альбом The Artist in the Ambulance на Island Records. Продюсером альбому знову став Браян Мактернан. Назва альбому є посиланням на Burn Collector Ела Буріана та має на меті відобразити бажання гурту робити більше, ніж створювати музику та робити внесок у суспільство через свої благодійні пожертви. Цього разу частину доходів від альбому було передано Syrentha Savio Endowment, організації фінансової допомоги хворим на рак грудей. Перші тиражі альбому були упаковані у футляр у стилі digipak з листівками з текстами та нотами гурту.
Альбом породив три сингли: «All That's Left», «Under a Killing Moon» і «Stare at the Sun». «All That's Left» отримав значну кількість трансляцій, і Thrice почали грати на більших майданчиках протягом року. На додаток до повернення до Warped Tour у 2003 році, приблизно під час виходу альбому, Thrice взяли участь у осінньому турі з колегами по лейблу Thursday і супроводжувальним гуртом Coheed and Cambria, квитки на який були розпродані по всій території Сполучених Штатів, а також у турі Honda Civic з Dashboard Confessional, The Get Up Kids і Hot Water Music..
Протягом 2004 року гурт продовжував гастролювати на підтримку The Artist in the Ambulance. На початку 2004 року Island Records випустив рекламний диск (з альтернативною версією пісні «The Artist in the Ambulance»), який слугував основою для «If We Could Only See Us Now» — компакт-диска/DVD-пакета, в якому описується кар’єра гурту. Названа на честь лірики з «So Strange I Remember You», частина компакт-диска містила живі треки з виступу в Apple Store та різні сторони Б. Слот для просування CD/DVD з’явився під час Warped Tour 2004 року, коли вони грали в турі втретє.

### Vheissu(2005–2006)

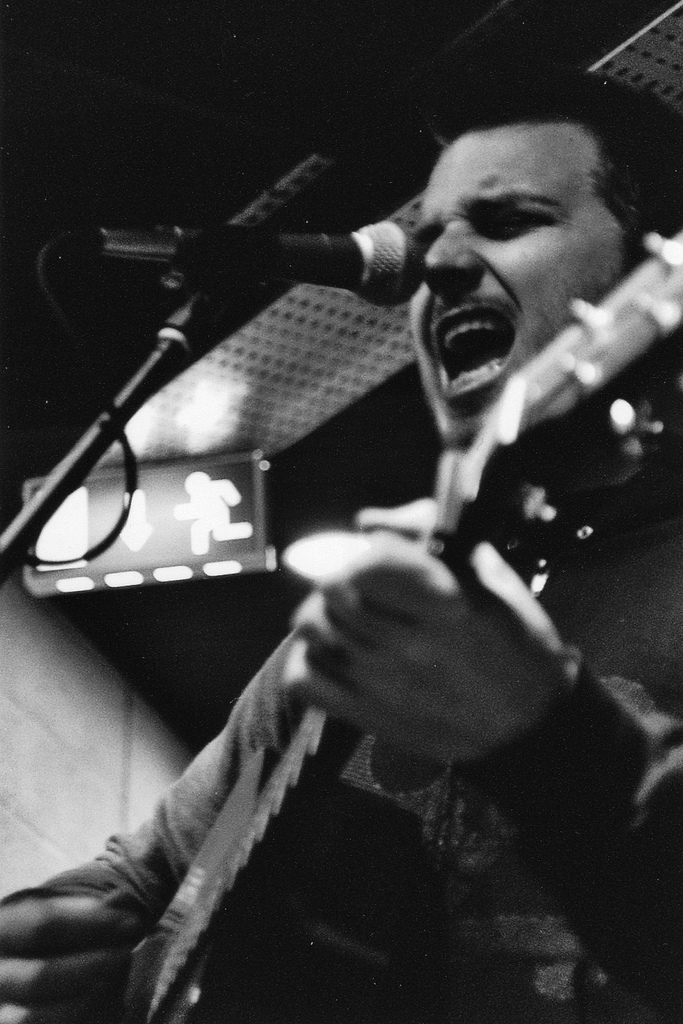
Дастін Кенсру під час виступу на автограф-сесії в магазині Fopp у Саутгемптоні, Великобританія.

Thrice провели більшу частину першої половини 2005 року, працюючи з продюсером Стівом Осборном над продовженням The Artist in the Ambulance. Thrice випустили альбом Vheissu 18 жовтня 2005 року з першим синглом «Image of the Invisible». Назва альбому була взята з роману Томаса Пінчона «V.», робота демонструвала більш широкий спектр інструментів, ніж у попередніх альбомах гурту, включаючи використання струнних, електроніки та Родес-піано. У багатьох текстах альбому також є біблійні, духовні та абстрактні теми.
Для пожертвувань гурту, пов’язаних із доходами від продажу цього альбому, Thrice обрала благодійну організацію романіста Дейва Еґґерса 826 Valencia, навчальну програму для малозабезпечених дітей, яка сприяє розвитку грамотності та допомагає підліткам розвивати навички творчого письма. Натомість Еґґерс створив обкладинку для Vheissu.
Гурт багато гастролював на підтримку альбому, зокрема виступив хедлайнером туру Taste of Chaos 2006 року та виконав пісню «Image of the Invisible» на Jimmy Kimmel Live!. У квітні 2006 року гурт випустив «Red Sky» як другий сингл з альбому. Режисером супровідного відео став Тім Хоуп, який раніше знімав кліпи для Coldplay і Jimmy Eat World. Замість того, щоб випустити лише сингл, Thrice вирішив випустити Red Sky EP на підтримку синглу, який включав два треки, які раніше не видавалися, і чотири концертні треки.

### The Alchemy Index(2006–2008)
У вересні 2006 року гурт оголосив про плани щодо нового альбому (пізніше названого The Alchemy Index) на своєму офіційному вебсайті. Альбом був задуманий як серія з 4 мініальбомів, кожен з яких представляє стихію природи: вогонь, воду, повітря та землю. Гурт вів студійний блог «Alchemy Index» протягом усього процесу запису.
Під час запису гурт оголосив, що залишає Island Records, пославшись на розбіжність у поглядах щодо майбутнього напрямку гурту як причину розриву. Гурт приєднався до Vagrant Records 9 серпня 2007 року.
12 жовтня 2007 року Thrice повністю випустили перші дві пісні з Alchemy Index на сторінці гурту MySpace. The Alchemy Index Vols. I &amp; II вийшли 16 жовтня 2007 року, і продали 28 000 примірників за перший тиждень. Реліз дебютував під номером 24 у чарті Billboard 200 і посів п’яте місце в списку найбільш продаваних альбомів iTunes. Щоб просувати новий альбом, Thrice здійснив тур із гуртами MewithoutYou та Brand New, після чого відбувся ряд канадських концертів із гуртами Say Anything та Attack in Black. Друга половина проєкту, The Alchemy Index Vols. III &amp; IV - Earth &amp; Air, вийшла 15 квітня 2008 року.
Заключна пісня на кожному диску написана у формі сонета, зображуючи стосунки людини з кожним із окремих елементів. Кожна з цих пісень — ямбічний пентаметр із завершальним римованим куплетом. Ці фінальні куплети також містять ту саму вокальну мелодію та послідовність акордів, хоча й у різних тональностях.
Навесні 2008 року Thrice гастролювали із Circa Survive і Pelican, щоб підтримати The Alchemy Index, який тоді вийшов у повному обсязі. Третє передостаннє шоу цього туру — шоу 28 травня 2008 року в House of Blues в Анагаймі — було знято для живого CD/DVD Live at House of Blues. Концертний альбом охоплює 2 компакт-диски та DVD із живими записами та ексклюзивним інтерв’ю, у якому гурт відповідає на запитання фанатів. Восени 2008 року вони вирушили в тур на підтримку Rise Against разом з Alkaline Trio та The Gaslight Anthem.

### Beggars(2009–2010)
4 січня 2009 року гурт оголосив на своєму вебсайті, що розпочав роботу над наступною версією The Alchemy Index, яка отримала назву Beggars 15 червня 2009 року. Липневе оновлення вебсайту гурту показало, що датою релізу буде 13 жовтня 2009 року. Однак після того, як альбом просочився за кілька місяців до цього, гурт оголосила на своєму вебсайті 23 липня 2009 року, що альбом вийде ексклюзивно на iTunes 11 серпня. Фізичний компакт-диск вийшов 15 вересня 2009 року. Додатковий вміст включав дві сторінки Б із сесій Beggars, два ремікси та студійне виконання кавер-версії пісні The Beatles «Helter Skelter».
Відчуваючи, що попередні два проєкти гурту (The Alchemy Index і Vheissu) викликали у них «сонне відчуття», Thrice хотів зробити запис, який був би «трохи більш оптимістичним та енергійним». Учасники Thrice також сподівалися заощадити гроші та проводити більше часу зі своїми родинами, побудувавши студію звукозапису в будинку гітариста Теппея Тераніші. Спочатку гурт висловив зацікавленість у відстеженні запису наживо (тобто записі всього гурту одночасно, замість кожного інструменту окремо та змішування разом пізніше) у домашній студії; однак Thrice пізніше відмовився від ідеї запису таким чином. Натомість гурт записав пісні зі «схожою атмосферою музично та тонально» під час того ж сеансу. Для домашньої студії гурт сконструював кілька дерев'яних пристроїв, щоб записи «звучали краще». Самостійно спродюсований альбом вийшов на Vagrant Records.
Thrice грали на фестивалі The Bamboozle Left у квітні і на вибраних датах літнього Warped Tour 2009 року. Під час шоу Warped Tour Thrice грали «All the World is Mad», «At the Last» і «The Weight».
Пісня «All the World is Mad» включена в Vagrant Song Pack для Guitar Hero, який вийшов 23 липня 2009 року. «Deadbolt» з'являється в Guitar Hero 5.
У 2009 році було оголошено, що гурт відкриватиме концерти Brand New в рамках осіннього північноамериканського туру. Кілька концертів були розпродані, і гурт, зокрема, виконував кавер на пісню The Beatles «Helter Skelter». Після цієї частини туру Thrice розпочали турне з The Dear Hunter, але їм довелося грати без гітариста Теппея Тераніші, який пішов через сімейні обставини.
У 2009 році під час туру Vans Warped у Х’юстоні, штат Техас, гурт дала автограф на гітарі Gibson для некомерційної організації Music Saves Lives і допомогла досягти їхньої мети — підвищити рівень донацій крові в країні.
Thrice опублікував опитування для шанувальників, щоб проголосувати за пісню з Beggars для музичного кліпу. «All the World is Mad», «The Weight», «Circles» та «In Exile» були виборами для опитування, причому «In Exile» трохи випередив «The Weight» навіть після того, як деякі учасники голосування спробували зламати систему, щоб визначити переможця. Прем'єра чорно-білого музичного відео, знятого наживо, відбулася на MySpace Music у День подяки, 26 листопада 2009 року. Це перше живе відео з часів «Deadbolt» у 2002 році.
Весняний тур Thrice (2010) з Manchester Orchestra був перерваний 23 квітня, коли Кенсру довелося піти через хворобу в родині.

### Major/Minorта перерва (2011–2015)
В інтерв'ю журналу Blare 16 червня 2010 року Кенсру розповів, що кожен учасник писав музику для нового альбому Thrice окремо, і що «досить скоро» гурт увійде в студію, щоб разом написати та записати альбом.
20 квітня 2011 року Thrice оголосили на своєму вебсайті про те, що їхній наступний альбом готовий до виходу в студію. Альбом звели у травні 2011 року на Red Bull Studios, причому більшість частин були записані там, а також гурт додав накладання і «підправив» деякі речі в домашній студії звукозапису Теппея (New Grass Studios) протягом кількох днів після запису в Red Bull Studios.
Альбом Major/Minor вийшов 20 вересня 2011 року на Vagrant Records.
Після весняного туру Thrice 2012 року гурт пішов на перерву. У публічній заяві гурту Кенсру заявив, що «Thrice не розпадається», але що гурт «візьме перерву в роботі на повну ставку».
Thrice у супроводі Animals as Leaders і O'Brother розпочали свій прощальний тур 4 травня 2012 року в Сан-Дієго і завершили його сольним шоу з 33 пісень 19 червня 2012 року в Санта-Ані. Список пісень туру був визначений голосуванням фанатів за весь каталог пісень (за винятком First Impressions). Другий концертний альбом Thrice, Anthology, вийшов 30 жовтня 2012 року на двох компакт-дисках і у чотириразовому бокс-сеті вагою 180 грам, обмеженим тиражем 3000 копій, і містив 24 пісні, записані на окремих концертах під час туру.
Останнє інтерв'ю Thrice вийшло в ефір 18 червня 2012 року, всього через день після завершення прощального туру гурту. JC з theFIVE10 Radio поспілкувався з Едді та Теппеєм.

#### Діяльність під час перерви
Райлі Брекенрідж грає на барабанах у грайндкоровому сайд-проєкті під назвою Puig Destroyer разом з Ієном Міллером (KWC), Джоном Хауелом (KWC, Tigon) і Майком Мінніком (Curl Up and Die). Їх однойменне демо складається з шести пісень тривалістю приблизно шість хвилин, що є посиланням на номер футболки Ясіля Пуїга (66), колишнього учасника Лос-Анджелес Доджерс, який і надихнув гурт на створення демо. Назва є посиланням на Пуїга і грайндкор-гурт Pig Destroyer. Демо вийшло на лейблі The Ghost Is Clear Records на 7-дюймовому вінілі зі швидкістю 45 об/хв.
Едді Брекенрідж приєднався до альтернативного рок-гурту Angels & Airwaves у червні 2014 року, до складу якого також входять поточні/колишні учасники Blink-182, Nine Inch Nails і Hazen Street . Він також входить до супергурту Less Art разом зі своїм братом Райлі.

### Возз’єднання таTo Be Everywhere Is to Be Nowhere(2015–2017)
22 грудня 2014 року гурт опублікував на своєму вебсайті світлину, на якій зображено вид з-за мікшерського пульта, обличчям до гурту, який виступає, і текст «Thrice 2015». Кенсру та Тераніші відвідували Brand New, і там вирішили возз’єднати гурт. Через два місяці Thrice оголосили про участь у кількох музичних фестивалях 2015 року, зокрема у Skate and Surf Fest у Нью-Джерсі у травні; Монтебелло, Квебекському фестивалі Amnesia Rockfest у червні; Folkestone, Фестивалі важкої музики Великобританії в серпні; і три місця для Riot Fest, Денвер, у серпні, а також у Чикаго та Торонто у вересні. 3 жовтня Thrice виступили на Taste of Chaos у Сан-Бернардіно, Каліфорнія.

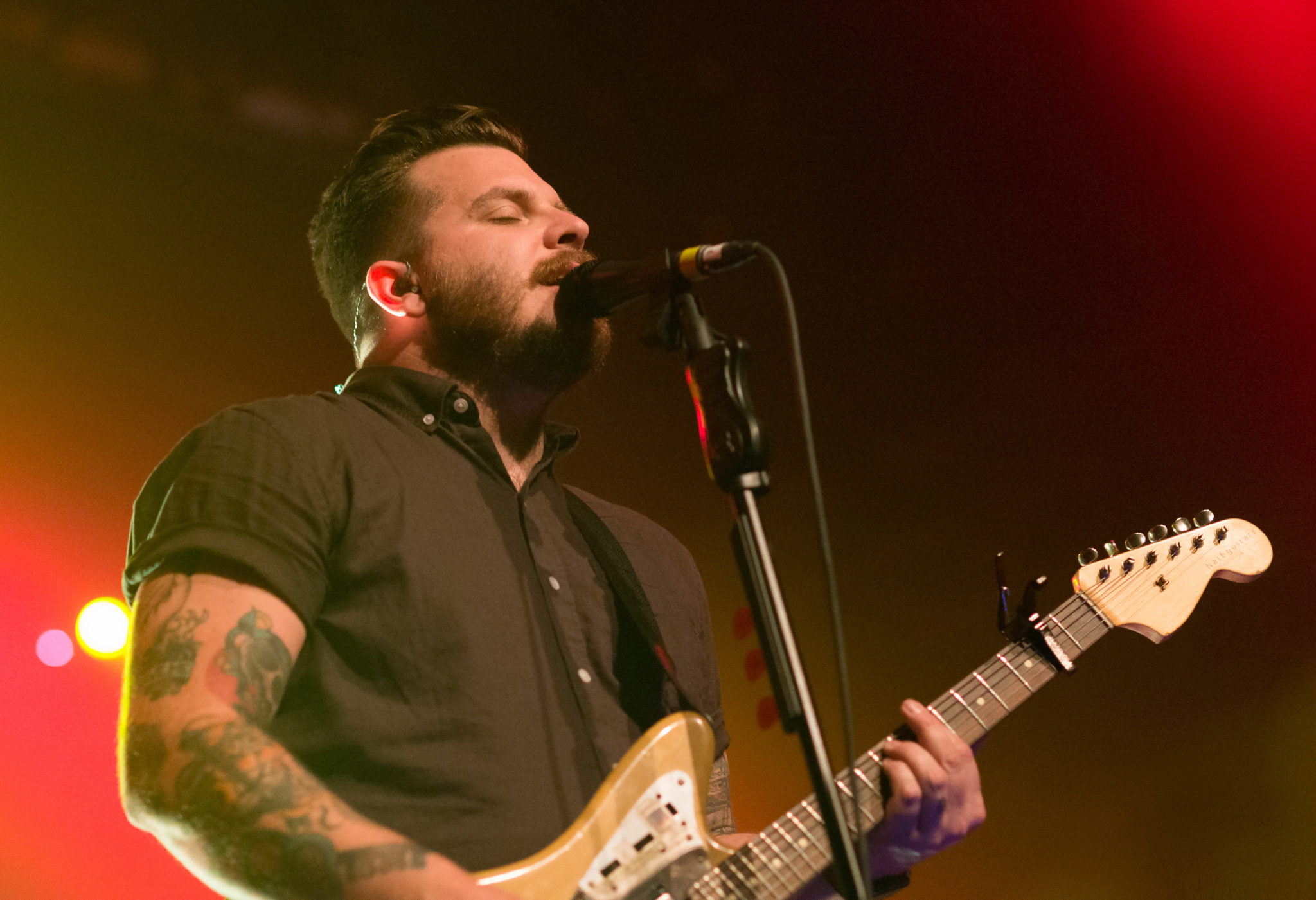
Дастін Кенсру з Thrice у PlayStation Theater, Нью-Йорк, 2016

23 листопада 2015 року Thrice оголосили, що вони випустять новий альбом у 2016 році. 22 березня 2016 року його назву було оголошено як To Be Everywhere Is to Be Nowhere з датою виходу 27 травня 2016 року. Через кілька днів вийшов пре-релізний трек «Blood on the Sand». У квітні 2016 року Thrice випустив головний сингл із альбому To Be Everywhere Is to Be Nowhere, «Black Honey», і оголосив кілька дат літнього туру по США та Європі. 17 травня, за десять днів до релізу альбому, Thrice випустили офіційний кліп на пісню «Black Honey». У ньому беруть участь усі учасники гурту, режисером та монтажем виступив Y2K, а продюсером став Джейсон Лестер. 23 травня, за п'ять днів до виходу альбому, Thrice провели прем'єру треку «Death from Above» на BBC Radio 1. Ще один сингл «Hurricane» вийшов 6 квітня. Пісня стала найпопулярнішим новим відео за дебютний тиждень у квітні у рубриці Top 10 Video Countdown видання Loudwire.
Через допис у Facebook 27 березня 2017 року Thrice анонсували новий мініальбом; Sea Chang. Він складається з нового треку із сесій To Be Everywhere Is to Be Nowhere, а також живої акустичної версії Black Honey. Він вийшов на 7-дюймовому вінілі до Дня магазину звукозаписів 22 квітня 2017 року.

### Epitaph Records таPalms(2018–2019)
У червні 2018 року гурт підтвердив, що підписав контракт з Epitaph Records. 5 червня 2018 року вони випустили свою першу пісню на Epitaph Records під назвою «The Grey». Гурт також оголосив про хедлайнерський тур із The Bronx і Teenage Wrist. Пізніше було оголошено, що «The Grey» був головним синглом з їхнього десятого студійного альбому Palms. Його реліз був запланований на 14 вересня 2018 року. 10 липня 2018 року гурт випустив кліп на пісню «The Grey». 14 серпня 2018 року гурт випустив «Only Us», свій другий сингл із Palms.
«[The Grey] — це спроба побачити, що насправді відбувається навколо вас, замість того, щоб побачити те, що ви вирішили, що там є», — сказав Кенсру.
Райлі Брекенрідж дав детальне інтерв’ю щодо альбому у вересні 2018 року. Говорячи про «Only Us», Брекенрідж сказав: «Це пісня про включення, співчуття та єдність — усвідомлення того, що ми всі пов’язані і повинні мати можливість об’єднатися навколо цього, щоб зробити світ кращим».
Palms продюсував Ерік Палмквіст, з яким гурт працювала в минулому. Брекенрідж також розповів про роботу з Палмквістом над цією платівкою, сказавши: «З ним чудово працювати. Ми дуже добре ладнаємо. Він сильно підштовхує мене, але він також дуже терпляча і підбадьорююча людина, що є безцінним у студійній роботі».
У публікації в Instagram 1 березня 2019 року Thrice анонсували новий мініальбом; Deeper Wells. Він складається з чотирьох нових треків, записаних під час сесій Palms. Мініальбом вийшов на 12-дюймовому вінілі до Дня магазину звукозаписів 13 квітня 2019 року.

### Horizons/East(2021 — дотепер)
20 липня 2021 року Thrice випустили новий сингл «Scavengers». Того ж дня вони також оголосили про новий альбом Horizons/East через Epitaph Records, який вийде в цифровому вигляді 17 вересня 2021 року, а фізичний реліз відбудеться 8 жовтня 2021 року. В інтерв'ю щодо нової платівки гурт оголосив, що насправді вони написали 20 пісень, з яких лише 10 увійшли до запису. Решту планується випустити на супутньому альбомі Horizons/West.
17 травня 2022 року Thrice випустив сингл «Dead Wake», який записали під час сесій Horizons/East, але він так і не потрапив до альбому. 20 вересня 2022 року вони випустили ще одну сторону Б під назвою «Open Your Eyes and Dream».
На честь 20-річчя The Artist in the Ambulance 1 лютого 2023 року гурт випустив перезаписану версію альбому з новими інструментами та вокалом, а також із запрошеннями Енді Галла з Manchester Orchestra та Сема Картера з Architects, Раяна Остермана з Holy Fawn, Чака Рагана з Hot Water Music, Майка Мінніка з Curl Up and Die та Браяна Мактернана, який продюсував оригінальний альбом. «Ми знаємо, що грати в ревізіоніста — це небезпечна гра, — сказав Дастін Кенсру, — тому ми завжди були трохи стурбовані спробами повернутися назад і зіпсувати щось, що сподобалося людям, людям, які не мали жодних претензій до альбому, які мали ми. Але, оскільки ми все одно вирішили це зробити, ми намагалися керуватися цією настороженістю в тому, як ми підійшли до запису, і зрештою ми вирішили внести дуже мінімальні структурні зміни».

## Індивідуальна діяльність
Дастін Кенсру випустив свій перший сольний альбом на Equal Vision Records 23 січня 2007 року, Please Come Home. Альбом відкрився на 142 місці в Billboard 200. Наступний альбом вийшов у 2008 році під назвою This Good Night Is Still Everywhere. Цей альбом містив дві оригінальні різдвяні пісні та різні кавери на різдвяні колядки.
Дастін Кенсру відродив свою сольну кар’єру, зібравши Лі Нойяра (ударні), Філа Нойяра (бас) і Джонні Санду (синт), щоб сформувати The Modern Post. The Modern Post випустили свій перший мініальбом у 2012 році під назвою The Water & the Blood. Далі Кенсру випустив альбом поклоніння під власною назвою The Water &amp; the Blood 30 вересня 2013 року. 24 листопада 2014 року гурт Кенсру The Modern Post випустив різдвяний мініальбом Lowborn King, який містив різні різдвяні пісні та альтернативну версію пісні Кенсру «This Is War». Наступний реліз Кенсру відбувся 21 квітня 2015 року під назвою Carry the Fire. Нарешті, 18 березня 2016 року Кенсру випустив альбом із живими кавер-версіями популярних пісень Thoughts That Float on a Different Blood.
Коли його запитали про його наступну роботу, Дастін Кенсру сказав, що він працюватиме над проєктом зі своїм братом, який буде сильно відрізнятися як від Thrice, так і від його сольних робіт.
Теппеї Тераніші бере участь у сайд-проєкті з Крісом Джонсом під назвою «Black Unicorn». Кріс Джонс також грав на барабанах і електрогітарі в сольному альбомі Дастіна.
Дастін Кенсруе надав гостьовий вокал, а Теппей Тераніші грав на гітарі/забезпечив продюсування альбому Pierce The Empire With a Sound гурту The Out Circuit.

## Музичний стиль, впливи та спадщина
Вважаючись переважно постгардкорним гуртом, Thrice також описується як альтернативний рок, поппанк, експериментальний рок, арт-рок, хард-рок, мелодичний гардкор, емо, скримо, треш-метал, інді-рок, гардкор-панк, хеві-метал і панк-рок. Описуючи Thrice як постгардкор, Джонні Лофтус з AllMusic також описав їхнє звучання як суміш панку, скримо та попу з прогресивними тенденціями.
Перші два альбоми Thrice, Identity Crisis та The Illusion of Safety, були описані як постгардкор під впливом металу та панку. Попередня музика Thrice була відома як мелодійна, але швидка, заснована на сильно спотворених гітарах, помітних гітарних партіях і частих змінах складних тактових розмірів. Цей стиль був в основному продемонстрований на їхньому другому альбомі The Illusion of Safety та третьому альбомі The Artist in the Ambulance. Їхні перші три альбоми, як вважають, містять елементи треш-металу, скримо та поппанку. У своєму четвертому альбомі Vheissu гурт включив електронні ритми, клавішні та більш експериментальне та нюансоване написання пісень. П'ятий і шостий альбоми The Alchemy Index Vols. I &amp; II і The Alchemy Index Vols. III і IV , обидва включали два диски, по шість треків кожен. Усі диски представляли одну з чотирьох класичних стихій: Вогонь, Воду, Землю та Повітря. Альбоми описувалися як поворот до прогресивного року. Кожна з чотирьох частин експериментує з різними звуками: вогонь (важкий рок), вода (трип-хоп), повітря (атмосферний рок) і земля (фолк-рок). Сьомий альбом Beggars і восьмий альбом Major/Minor містили вплив построку та інді. Описуючи дев’ятий студійний альбом To Be Everywhere Is to Be Nowhere, Райлі Брекенрідж сказав: «Я думаю, що звучання стало іншим, але я також вважаю, що в багатьох композиціях є багато відсилання до нашого бек-каталогу. На цьому альбомі є речі, які не обов'язково були б недоречними на The Artist in the Ambulance або Vheissu або не були б недоречними, якби вони були частиною The Alchemy Index або Beggars, або Major/Minor. Але в той же час це також просуває подібні речі вперед». Подібним чином Кенсру сказав: «Я не знаю, чи цей новий запис звучить як величезний стрибок. Він дуже відрізняється від Major/Minor або Beggars, але я не відчуваю, що це гігантський крок». Говорячи про Palms, Дастін сказав, що «це, безумовно, трохи різноманітніше в музичному відношенні, ніж кілька останніх записів. Щодо підходу, то, ймовірно, він найбільше схожий на Vheissu, оскільки ми виходили з дуже широкого розмаїття впливів». Guitar World назвав Thrice «Radiohead постгардкору».
Thrice називали гурти як-от Fugazi, Refused, Miles Davis, Isis, Hot Snakes, No Knife, Pixies, Thelonious Monk і Radiohead як джерела впливу.
Головний вокаліст Nothing More Джонні Гокінс згадує Thrice як вплив.

## Склад гурту
- Дастін Кенсру — вокал, ритм-гітара, перкусія (1999–2012, з 2015)
- Теппеі Тераніші — соло-гітара, клавішні, бек-вокал (1999–2012, з 2015)
- Едді Брекенрідж — бас-гітара, синтезатор, бек-вокал, іноді гітари (1999–2012, з 2015)
- Райлі Брекенрідж — барабани, перкусія (1999–2012, з 2015)

## Дискографія
Студійні альбоми
- Identity Crisis (2000)
- The Illusion of Safety (2002)
- The Artist in the Ambulance (2003)
- Vheissu (2005)
- The Alchemy Index Vols. I & II (2007)
- The Alchemy Index Vols. III & IV (2008)
- Beggars (2009)
- Major/Minor (2011)
- To Be Everywhere Is to Be Nowhere (2016)
- Palms (2018)
- Horizons/East (2021)
- The Artist in the Ambulance (Revisited) (2023)

## Нагороди та номінації

### OC Music Awards
| Рік  | Номіновано  | Нагорода       | Результат |
| ---- | ----------- | -------------- | --------- |
| 2012 | Major/Minor | Best Album     | Номінація |
| 2012 | Promises    | Best Song      | Номінація |
| 2012 | Thrice      | Best Rock band | Номінація |